# 서울특별시도 제41호선
서울특별시도 제41호선 (우면 ~ 수서선)은 서울특별시 서초구 우면동 시계에서 강남구 수서역을 잇는 특별시도 노선이다. 이 노선은 도로법에 의해 서울특별시에서 고시한 특별시도 노선으로, 도로 표지판에서는 안내되지 않는다.

## 노선
| 구간                                    | 이름                                                                                                 | 접속노선                                | 소재지                      | 소재지                                                    | 비고                                                       |
| 국도 제47호선 (중앙로) 직결             | 국도 제47호선 (중앙로) 직결                                                                          | 국도 제47호선 (중앙로) 직결             | 국도 제47호선 (중앙로) 직결 | 국도 제47호선 (중앙로) 직결                               | 국도 제47호선 (중앙로) 직결                                |
| --------------------------------------- | --- | --------------------------------------- | --------------------------- | --------------------------------------------------------- | ---------------------------------------------------------- |
| 중앙로                                  | (시계)                                                                                               | 곱돌머리길                              | 서울특별시                  | 서초구                                                    | 국도 제47호선 중복                                         |
| 중앙로                                  | (이름 없음)                                                                                          | 양재대로2길                             | 서울특별시                  | 서초구                                                    | 국도 제47호선 중복                                         |
| 중앙로                                  | 선암IC                                                                                               | 서울특별시도 제26호선 (우면산로) 태봉로 | 서울특별시                  | 서초구                                                    | 선암지하차도 구간 지하차도 과천방향전용 국도 제47호선 중복 |
| 양재대로                                | 선암IC                                                                                               | 서울특별시도 제26호선 (우면산로) 태봉로 | 서울특별시                  | 서초구                                                    | 선암지하차도 구간 지하차도 과천방향전용 국도 제47호선 중복 |
| (이름 없음)                             | 양재대로2길                                                                                          | 국도 제47호선 중복                      | 서울특별시                  | 서초구                                                    |                                                            |
| 선암IC                                  | 서울특별시도 제07호선 (강남순환로)                                                                   | 국도 제47호선 중복                      | 서울특별시                  | 서초구                                                    |                                                            |
| (이름 없음)                             | 물사랑로 추사로                                                                                      | 국도 제47호선 중복                      | 경기도                      | 과천시                                                    |                                                            |
| (이름 없음)                             | 서울특별시도 제4103호선 (양재대로12길) 양재대로11길                                                  | 국도 제47호선 중복                      | 서울특별시                  | 서초구                                                    |                                                            |
| 트럭터미널앞                            | 매헌로                                                                                               | 국도 제47호선 중복                      | 서울특별시                  | 서초구                                                    |                                                            |
| 양재IC                                  | 1호선 경부고속도로 서울특별시도 제06호선 (경부간선도로)                                              | 국도 제47호선 중복                      | 서울특별시                  | 서초구                                                    |                                                            |
| 염곡사거리                              | 서울특별시도 제27호선 (강남대로, 헌릉로)                                                             | 국도 제47호선 중복                      | 서울특별시                  | 서초구                                                    |                                                            |
| 구룡사앞 교차로                         | 서울특별시도 제29호선 (논현로)                                                                       | 강남구                                  | 서울특별시                  | 구룡지하차도 구간 국도 제47호선 중복                      |                                                            |
| 구룡터널 교차로                         | 서울특별시도 제30호선 (언주로)                                                                       | 강남구                                  | 서울특별시                  | 국도 제47호선 구간                                        |                                                            |
| 구룡마을입구 교차로                     | 선릉로                                                                                               | 강남구                                  | 서울특별시                  | 국도 제47호선 구간                                        |                                                            |
| 개포3,4단지 교차로                      | 서울특별시도 제4231호선 (삼성로)                                                                     | 강남구                                  | 서울특별시                  | 국도 제47호선 구간                                        |                                                            |
| 일원터널 교차로                         | 국도 제47호선 (영동대로) 국가지원지방도 제23호선 (영동대로) 서울특별시도 제32호선 (영동대로, 광평로) | 강남구                                  | 서울특별시                  | 일원지하차도 구간 국도 제47호선 중복 국지도 제23호선 중복 |                                                            |
| 삼성서울병원 교차로                     | 일원로                                                                                               | 강남구                                  | 서울특별시                  | 국지도 제23호선 중복                                      |                                                            |
| 일원1동주민센터앞                       | 양재대로55길                                                                                         | 강남구                                  | 서울특별시                  | 국지도 제23호선 중복                                      |                                                            |
| 수서IC                                  | 서울특별시도 제02호선 (동부간선도로) 서울특별시도 제42호선 (남부순환로, 양재대로)                    | 강남구                                  | 서울특별시                  | 국지도 제23호선 중복                                      |                                                            |
| 수서IC                                  | 서울특별시도 제02호선 (동부간선도로) 서울특별시도 제42호선 (남부순환로, 양재대로)                    | 강남구                                  | 서울특별시                  | 국지도 제23호선 중복                                      | 밤고개로                                                   |
| 수서역 교차로                           | 서울특별시도 제32호선 (광평로, 밤고개로) 서울특별시도 제4101호선 (광평로)                            | 강남구                                  | 서울특별시                  | 국지도 제23호선 중복                                      |                                                            |
| 국가지원지방도 제23호선 (밤고개로) 직결 | |                                         |                             |                                                           |                                                            |